# Granja de Torrehermosa
Granja de Torrehermosa es un municipio y localidad de España perteneciente a la provincia de Badajoz (comunidad autónoma de Extremadura).

## Situación
Integrado en la comarca de Campiña Sur, se sitúa a 156 kilómetros de la capital provincial. El término municipal está atravesado por la carretera nacional N-432, entre los pK 152 y 159, además de por carreteras locales que permiten la comunicación con Azuaga, Peraleda del Zaucejo y Fuente Obejuna. 
| Noroeste: Azuaga | Norte: Peraleda del Zaucejo | Nordeste: Fuente Obejuna (Córdoba) |
| Oeste: Azuaga    |                             | Este: Fuente Obejuna (Córdoba)     |
| Suroeste: Azuaga | Sur: Azuaga                 | Sureste: Fuente Obejuna (Córdoba)  |

El relieve del municipio es predominantemente llano, marcando el río Zújar el límite con la provincia de Córdoba, poco después de su nacimiento. La altitud oscila entre los 643 metros al noroeste (cerro de Sierra Quemada) y los 520 metros al noreste, a orillas del río Zújar. El pueblo se alza a 594 metros sobre el nivel del mar. 

## Demografía
Granja de Torrehermosa cuenta con una población de 1900 habitantes (INE 2024).
| Gráfica de evolución demográfica de Granja de Torrehermosa entre 1842 y 2021                                          |
| |
| Población de derecho según los censos de población del INE. Población de hecho según los censos de población del INE. |

Como en otros municipios de la región, los años cincuenta supusieron un cambio significativo en la evolución de la pirámide poblacional.
La población actual se ha reducido a casi un tercio respecto de la censada en 1940. La emigración y el descenso de las tasas de natalidad han situado el índice de envejecimiento del grupo en 127 %, bastante por encima de la cifra que representa el valor medio regional (77 %).

## Comunicaciones
Las vías de comunicación con las que cuenta son la carretera N-432, que une Granada con Córdoba y Badajoz; las carreteras locales son las que la enlazan con Peraleda del Zaucejo, Campillo de Llerena y la pedanía de Cuenca, perteneciente a Fuente Obejuna, en la provincia andaluza de Córdoba (a tan solo 3 km de distancia). No cuenta con estación de ferrocarril y por ella pasan 6 líneas regulares de autobuses.
La localidad se encuentra muy unida a Azuaga.
El gentilicio que se le otorga a sus habitantes es granjeño o granjeña.

## Economía
Es necesario hacer referencia a la Aldea de los Rubios, actualmente deshabitada, situada a 15 km del pueblo, comunicada con él a través de una pista que se va internando poco a poco en un paisaje de pequeños cerros cubiertos de encinas y matorral, que son una zona perfecta para la práctica de actividades deportivas ligadas al medio ambiente, o para la caza. La aldea está constituida por varias viviendas rústicas de una planta. Tiene una ermita y los restos de lo que fue en su día una pequeña escuela. El Ayuntamiento posee allí terrenos, en los alrededores del pueblo, y la escuela. La ermita es propiedad del Arzobispado. Actualmente hay en marcha un proyecto para rehabilitar «Los Rubios» como zona de turismo rural.

## Medio físico natural
Se sitúa en la superficie de erosión general pacense que en esta zona, próxima ya a Sierra Morena, se eleva progresivamente hasta los 600 metros. El municipio forma frontera con la provincia de Córdoba y sus aguas se reparten entre dos cuencas: las pertenecientes a la red del Guadalquivir (Bembézar) y a las del Guadiana (Zújar).
El clima, de tipo mediterráneo continental templado, registra una temperatura media anual de 15,5 °C. Los meses más cálidos, julio y agosto, alcanzan medias de 25,6 y 25,4 °C mientras los más fríos, diciembre y enero, se sitúan entre 6,9 y 7,4 °C. El total anual de precipitación (584,8 mm) se reparte de manera desigual, pero lógica, a lo largo del año. Las mayores cantidades se recogen durante el invierno (216,9 mm), seguido de la primavera (164,2), verano (38,2) y otoño (16,5 mm). 
La vegetación natural es la típica del bosque esclerófilo mediterráneo con predominio casi total de encinas, alcornoques, matorral de jaras y cantueso, etc.

## Historia
Poco se sabe de cómo se fundó la villa de Granja de Torrehermosa. Se han encontrado algunos yacimientos en el término municipal que sitúan los orígenes en el Neolítico. Y por algunos vestigios y monedas halladas (ánforas griegas, monedas ibéricas y romanas), se cree que algunas de las colonias griegas aliadas de los romanos que quedaron en la península fueron las que, formando un grupo más o menos numeroso que se dedicó al cultivo de huertas, llegaron a crear una granja, de donde puede derivar el nombre de la primitiva aldea.
El paso de la civilización romana queda atestiguado en el Cerro de la Socorra, que fue centro de un lavadero de mineral romano. También hay vestigios del paso de los visigodos en varias columnas de la torre de la iglesia de la Purísima Concepción.
Se cree que con la invasión árabe, el núcleo de población inicial debió incrementarse notablemente llegando a contar en la época de Felipe II, con 484 vecinos. En 1594 La Granja formaba parte de la provincia de León de la Orden de Santiago y contaba con 466 vecinos pecheros. Fue precisamente este monarca quien en carta de Villazgo, fechada el 3 de febrero de 1565 documento que, es un estado medio de conservación se guarda en los archivos municipales, accedió a la creación de un término propio segregado del de Azuaga, al que hasta dicha fecha estuvo adscrita.
Esta carta, escrita sobre pergamino, con una buena y legible letra gótica, comienza diciendo que desde Granja a Azuaga «hay una legua y más de muy malo y áspero camino», por cuya razón los vecinos pobres y otras personas de la Granja piden justicia por no poder pagar los gastos que esto les ocasiona, al igual que muchos delitos quedaran impunes y sin castigos, como delitos muy pequeños por los que los alcaldes enviaban personas presas a la justicia de Azuaga sin tener información. Motivos que, entre otros, invocaban como suficientes para otorgar la segregación de términos, y por ellos y por otros más que cubren casi en su totalidad el texto de dicha carta que dice:

Porque nos serviste con seis mil maravedíes por cada uno (se refiere al número de vecinos que tenía la aldea) que montan trescientos y ciento cuarenta y seis maravedíes para ayudar a los grandes gastos que nos ofrecen de hacer para la sustentación de los nuestros reinos y guarda y defensa de ellos contra los turcos y moros enemigos de nuestra fe católica, " os damos poder amplio para que os podáis nombrar e intitular Villa y como tal queremos y es vuestra voluntad que gocéis y os sean guardadas para siempre jamás todas las honras, mercedes, franquezas y libertades y exenciones, preeminencias, prerrogativas e inmunidades y todas las otras cosas y cada una de ellas que se guardan y deben guardarse a las otras villas de la dicha Orde

El rey mandó para la división del término a Antonio Sotomayor, su escribano, quien convoca a las dos vecindades y, hechas las cuentas, se llega a que hay 1630 vecinos de Azuaga y 484 a Granja, por lo cual y hecha la división, «corresponde a la Granja la quinta parte de todo el término y una séptima parte más de un quinto y, lo restante, a la dicha villa de Azuaga».
El rey mandó a Fermín de Azcárate a hacer el amojonamiento, que lo efectúa ante el escribano Gómez de Santiago y advierte a «los justicias de Azuaga», que «no perturben la jurisdicción de la villa de Granja de Torrehermosa y que esta nuestra Carta sea pregonada públicamente por pregoneros y ante escribano, por las plazas públicas de la dicha villa de Granja de Torrehermosa y por la dicha villa de Azuaga».
Así que de la pobre y humilde aldea surgió la villa de Granja de Torrehermosa que comenzó a crecer rápidamente con las explotaciones mineras de "Santa Clara", "La Juanita", y "El Encinar".
Hasta que por la evolución poblacional llega a ser, con el transcurso de los años,  a 9000 habitantes en 1948.

### Historia Contemporánea
Esta villa conoció a lo largo del siglo XIX un notable y constante incremento del número de sus habitantes. Aunque a fines del siglo XVIII no había logrado recuperar el nivel poblacional que conoció en el siglo XVI, la entrada del nuevo siglo fue muy favorable a efectos demográficos. En sesenta años, entre 1829 y 1887, duplicó su población. 
A la caída del Antiguo Régimen la localidad se constituye en municipio constitucional de la región de Extremadura. Desde 1834 quedó integrado en el Partido judicial de Llerena. En el censo de 1842 contaba con 509 hogares y 1780 vecinos.
Hasta 1873 perteneció a la diócesis del Priorato de San Marcos de León, fecha a partir de la cual pasó a la jurisdicción eclesiástica de la diócesis de Badajoz.
Este proceso ininterrumpido de crecimiento hizo que, al finalizar el siglo XIX, su población se acercara a los 5000 habitantes pues, concretamente, en 1900 tenía 4908. La existencia de una numerosa mano de obra y lo concentrado de la renta agraria determinó un panorama social crecientemente conflictivo. El paro forzoso de una gran masa de jornaleros fue un problema constante en la localidad. Además, la explotación de algunos yacimientos mineros originó la aparición de un proletariado con un cierto grado de conciencia social. En este contexto se desarrollaron notablemente las ideas socialistas desde comienzos de siglo, que se fueron extendiendo a las masas campesinas. 
Con la llegada de la Segunda República, el dinamismo social se intensificó. Los socialistas lograron mayoría en las elecciones municipales de abril, pero la nueva corporación debió hacer frente a las dificultades derivadas del creciente paro en el campo. La iniciación de obras públicas, viejo remedio del pasado, siguió siendo la solución más efectiva, aunque precaria. En 1934 fue cesado el Ayuntamiento de izquierdas y sustituido por una comisión gestora de carácter derechista. El triunfo del Frente popular en febrero de 1936 llevó de nuevo al poder a la antigua corporación municipal.

#### Guerra Civil
Granja de Torrehermosa padeció los efectos de la guerra civil por ser línea del frente. El 30 de marzo de 1938 el parte oficial de guerra franquista hablaba de ataques republicanos con tanques y blindados en las sierras Ducado y Collado, próximas a la localidad. El ataque fue repelido.

## Patrimonio
- Iglesia de Nuestra Señora de la Concepción. Iglesia parroquial católica bajo la advocación de La Purísima Concepción, dependiendo eclesiásticamente de la Archidiócesis de Mérida-Badajoz.[7]
- Ermita de la Magdalena
- Ermita del Cristo del Humilladero
- Casino
- Casa Consistorial
- Fachada Mudéjar de la Biblioteca Municipal
- Parque Municipal

## Personas célebres
Granja de Torrehermosa ha tenido personajes célebres, como Santiago Castelo, fue miembro numerario y director de la Real Academia de Extremadura y recibió la Medalla de Extremadura y el Premio ABC Cultural & Ámbito Cultural.

## Fiestas
Las fiestas que se celebran en esta población son:
Ø  La cabalgata de reyes: se realiza el día 5 de enero por la tarde, sus Majestades los Reyes de Oriente recorren  las calles de la localidad comenzando en la Casa de la Cultura. En el recorrido se reparten alrededor de 1000 kilos de caramelos.
Ø  Día San Sebastián (20 de enero): esta fiesta se celebra en honor a San Sebastián, patrón de la localidad. Se celebra cada año la Santa Misa y después de esto, es habitual comer chocolate con churros en la Antigua Biblioteca, organizado por el Ayuntamiento y la Asociación de Mujeres. 
Ø  Carnaval.
Ø  Semana Santa.
Ø  San Isidro Labrador (15 de mayo)
Ø  Corpus Christi.
Ø  Cruz de Mayo.
Ø  Verbena de la Magdalena: se celebra el día 22 de julio. Se realiza un acto religioso en la explanada de la Ermita. Posteriormente la imagen de La Magdalena se procesiona por la localidad acompañada de la Banda Municipal de Tambores y Cornetas.
Ø  Feria y fiestas mayores.
Ø  8 de septiembre (Día de Extremadura): esta festividad comienza el día anterior con diferentes concursos infantiles en el Parque Municipal.
El día 8 se realiza a las 20:00 horas en la Parroquia se celebra una misa con la participación de la Coral Polifónica Municipal durante la cual, los niños se visten con el traje regional y realizan una ofrenda floral a la Virgen de Guadalupe. 
Tras la misa, se izan las banderas en el Ayuntamiento mientras se canta el himno de Extremadura y se procesiona la imagen por las diferentes calles de la localidad hasta llegar a la Plaza Consistorial, donde se lleva a cabo un acto de convivencia donde se ofrece sangría y aperitivos a los presentes. 
Ø  14 de septiembre (Fiestas del Cristo): esta fiesta ha sido recuperada con ánimo de darle relevancia a los actos que se realizan en la popularmente llamada “Feria Chica”.
Por la tarde, en la explanada del Cristo, se celebra la Santa Misa, y se procesiona el Cristo del Humilladero por las calles de esta localidad. 
El acto concluye con fuegos artificiales y el solemne besapiés a la venerada imagen.
Ø  Navidad.